# Ronnie Lee
Ronnie Lee (1951)  es un activista británico por los derechos de los animales. Es conocido principalmente por ser el oficial de prensa del Frente de Liberación Animal (ALF) del Reino Unido en 1976. También fundó la revista sobre liberación animal Arkangel en 1989.

## Fundación del ALF (Frente de Liberación Animal)
Lee fue miembro de la Asociación de Saboteadores de la Caza (Hunt Saboteurs Association) en la década de 1970 y se encargó de una ramificación des esta, a la que llamó la Band of Mercy (Banda de la Misericordia). La Band of Mercy original fue fundada por un grupo de activistas en Inglaterra en 1824 para frustrar la caza del zorro mediante pistas falsas y haciendo sonar cuernos de caza. Lee y otro activista, Cliff Goodman, revivieron el nombre de la Band of Mercy en 1972 y comenzaron a atacar los vehículos de los cazadores. Después, prosiguieron con su estrategia, y atacaron laboratorios farmacéuticos y barcos de caza de focas y, el 10 de noviembre de 1973, prendieron fuego a un edificio en Milton Keynes con el objetivo de que el precio del seguro llegara a ser prohibitivo para las industrias que explotan animales, una estrategia que el ALF continúa aplicando hoy día. 
En agosto de 1974, Lee y Goodman fueron arrestados por participar en una acción desarrollada en las colonias de animales de laboratorio de Oxford en Bicester. Fueron bautizados entonces como los "Bicester Two" (los dos de Bicester). Durante el juicio se produjeron manifestaciones diarias frente al tribunal, entre ellas el diputado laborista local de Lee, Ivor Clemitson. Fueron condenados a tres años de prisión, durante los cuales Lee realizó la primera huelga de hambre del movimiento para conseguir comida y ropa veganas. Tras ser puesto en libertad condicional tras 12 meses, Lee se mostró más militante que antes y organizó a 30 activistas para poner en marcha una nueva campaña de liberación. En busca de un nombre de campaña que “acosara” a quienes utilizaban animales, eligió el Frente de Liberación Animal.

## La historia de "Valerie"
En Free the Animals (2000), Ingrid Newkirk, presidenta de Personas por el Trato Ético de los Animales (PETA), cuenta la historia de una de las primeras activistas del ALF creó una célula en los Estados Unidos, y cómo Lee la ayudó. La activista, llamada "Valerie" por Newkirk, voló a Londres a principios de la década de 1980 para buscar la ayuda de Lee. Para lograrlo, concertó una cita para entrevistar a Kim Stallwood, entonces directora ejecutiva de la Unión Británica para la Abolición de la Vivisección (BUAV) y más tarde directora ejecutiva de PETA. "Valerie" fingió que estaba escribiendo un artículo sobre los derechos de los animales y le preguntó a Stallwood si sabía cómo contactar con Lee, ya que también quería entrevistarlo. Stallwood le dijo que la BUAV permitía a las personas "voluntarias" de Lee usar una oficina en el edificio de la BUAV, porque Lee acababa de salir de prisión. Stallwood dejó en claro que Lee y la BUAV no estaban de acuerdo sobre los méritos de la acción directa.
En el libro, Newkirk describe cómo Stallwood presentó a "Valerie" a Lee en un pub cercano. Antes de acceder a hablar con ella, Lee le pidió a "Valerie" que le entregara su billetera, cuyo contenido revisó, que se quitara la chaqueta, se pusiera de pie y levantara su camisa sobre su estómago. Cuando estuvo seguro de que ella no estaba grabando la conversación, le dijo que podría participar en un curso de formación para activistas del ALF en el norte de Inglaterra. Cuando se separaron, él se negó a estrecharle la mano porque dijo que no podía permitirse que lo vieran haciendo algo que pareciera que estaba cerrando un trato. "Lo que tú haces es nuestro apretón de manos", le dijo a "Valerie". Newkirk describe cómo los participantes en el curso de capacitación no sabían los nombres reales de los demás y utilizaban nombres en código durante todo el curso, siendo Lee la única persona que conocía la identidad de todos.

Logotipo del Frente de Liberación Animal

## Prisión
Lee se hizo jefe de prensa a tiempo completo del ALF en la década de 1980 y, por este motivo, fue sentenciado a diez años de prisión en 1986. Estando en prisión, fundó Arkangel, la revista de liberación animal. Durante este tiempo amplió su formación aprendiendo idiomas extranjeros. Fue liberado en 1992 después de cumplir seis años y ocho meses.

## Creencias
Lee ha escrito que la liberación animal requiere cambios generalizados y radicales en la forma de vida de los seres humanos.

La verdadera liberación animal no vendrá simplemente a través de la destrucción de los Dachaus y Buchenwalds que los colonos han construido para sus víctimas, sino que exige nada menos que el retroceso de la especie humana a los límites anteriores a la invasión.

¿Qué significa esto en la práctica? Significa el fin de la contaminación ambiental y de la sociedad industrial que la provoca. El fin del automóvil privado. El fin de los métodos agrícolas basados en pesticidas, fertilizantes artificiales y otros venenos. El fin de las ciudades y de las grandes aglomeraciones urbanas, que son como desiertos para la mayoría de las especies animales salvajes. El fin de la agricultura a gran escala, que les proporciona poco hábitat. Y quizás, sobre todo, una drástica reducción del número de la especie humana. El grupo ecologista radical estadounidense Earth First! ha calculado que el nivel adecuado de población humana en todo el mundo debería ser de unos 50 millones. En la actualidad, sólo en Gran Bretaña vive más de esa cifra.

## Activismo actual
Se dice que Lee mantiene un perfil bajo en Inglaterra.  Su participación en el movimiento de liberación animal incluye hacer declaraciones públicas en respuesta a noticias sobre las acciones del ALF, expresando opiniones que frecuentemente son de carácter más militante que aquellas expresadas oficialmente por la Oficina de Prensa de Liberación Animal. Por ejemplo, en 2001 emitió una declaración en la que toleraba abiertamente un ataque armado contra un ejecutivo de Huntingdon Life Sciences, objeto de una campaña internacional por los derechos de los animales llamada Stop Huntingdon Animal Cruelty (SHAC), en la que se cree que están involucrados activistas del ALF.
En 2008, Lee expresó su pesar por haber buscado atacar propiedades e instituciones involucradas en el abuso animal en lugar de a los individuos. Afirmó que, si tuviera otra oportunidad, ahora perseguiría a personas que percibiera como maltratadores de animales, en sus propios hogares y no en sus lugares de trabajo.  Lee también apareció disfrazado en el documental de 2006 sobre el ALF Behind the Mask, donde nuevamente expresó opiniones radicales sobre la violencia hacia personas que percibía como maltratadores de animales.  Bajo el seudónimo de Tony Peters, Lee fundó el grupo anticarreras de galgos Greyhound Action, que cerró en 2011.

### Defensa del veganismo
Ronnie Lee fue invitado de Animal Rights Zone (ARZone), por lo que apareció como invitado en directo en esa red social global sobre derechos de los animales, la entrevista se puede encontrar transcrita  en el sitio web de ARZone.

### Partido Verde
Lee se ha convertido en un miembro activo del Partido Verde de Inglaterra y Gales  y ha cofundado un grupo llamado Verdes por la Protección Animal, para miembros del Partido Verde que hacen campaña sobre cuestiones animales.